# 栃木県幼稚園の廃園一覧
栃木県幼稚園の廃園一覧（とちぎけんようちえんのはいえんいちらん）は、栃木県内の廃園となった幼稚園の一覧。対象となるのは、学制改革（1947年）以降に廃園となった幼稚園、及び分園である。園名は廃園当時のもの。廃園時に幼稚園（分園）が所在していた自治体がその後、合併により消滅している場合は、現行の自治体に含む。その他、現在休園中の県内の幼稚園や分園も事実上廃園となっているものが多いため、参考として本項に記載する。
（）内は、廃園になった年（もしくは、休園の措置が取られた年）、統合先の幼稚園など。明確な月日が記載されていないものは、3月31日付の廃園とする。

## 宇都宮市
- 正光幼稚園
- 栃木県立みさお幼稚園（2003年）[1]
- さくら幼稚園（2007年認定こども園さくら幼稚園となり、2017年さくら認定こども園へ移行）[2]
- ミネ幼稚園（2014年）[3]
- みどり幼稚園（2015年）[4]
- みふみ幼稚園（2015年）[4]
- 駒生幼稚園（2015年）[4]
- 八幡台幼稚園（2015年）[4]
- 山王幼稚園（2015年山王認定こども園へ移行）[5]
- 平出むつみ幼稚園（2016年）[6]
- さくらんぼ幼稚園〈旧〉（2017年認定こども園さくらんぼ幼稚園〈新〉へ移行）[7]
- 鬼怒川台幼稚園（2017年）[8]
- 清愛幼稚園〈旧〉（2019年幼保連携型認定こども園清愛幼稚園〈新〉へ移行）[9]
- 釜井台幼稚園〈旧〉（2019年幼保連携型認定こども園釜井台幼稚園〈新〉へ移行）[10]
- 伊東文化幼稚園〈旧〉（2020年幼保連携型認定こども園伊東文化幼稚園〈新〉へ移行）[11]
- 聖幼稚園〈旧〉（2021年幼保連携型認定こども園聖幼稚園〈新〉へ移行）[12][注釈 1]
- 陽南幼稚園〈旧〉（2021年幼保連携型認定こども園陽南幼稚園〈新〉へ移行）[12]
- 静和幼稚園〈旧〉（2022年[14]幼保連携型認定こども園静和幼稚園[15]〈新〉へ移行）[注釈 2]
- 報徳会幼稚園[14]（2022年ほうとく認定こども園へ移行）[16][注釈 3]

## 足利市
- 足利しらゆり幼稚園〈旧〉（2012年幼稚園型認定こども園足利しらゆり幼稚園となり、2015年幼保連携型認定こども園足利しらゆり幼稚園〈新〉へ移行）[17]
- 足利ひかり学園幼稚園（2014年）[18]
- 東光寺幼稚園（2015年）[4]
- 友愛幼稚園〈旧〉（2015年認定こども園友愛幼稚園〈新〉へ移行）[19]
- 足利幼稚園（2016年）[6]
- 足利いずみ幼稚園（2017年）[8]
- 花園幼稚園（2017年）[8]
- 足利こばと幼稚園（2017年）[8]
- 旭幼稚園〈旧〉〈2017年幼保連携型認定こども園旭幼稚園〈新〉へ移行）[20]
- 矢場川幼稚園（2017年幼保連携型認定こども園やばがわ幼稚園へ移行）[21]
- 足利めぐみ幼稚園〈旧〉（2019年認定こども園足利めぐみ幼稚園〈新〉へ移行）[22]

## 栃木市
- 聖光幼稚園[23]（休園開始時期不詳）
- あさひ幼稚園
- しずわでら幼稚園（2015年）[4]
- バンビ幼稚園（2015年）[4]
- ふじおか幼稚園（2015年）[4]
- 岩舟幼稚園（2015年認定こども園いわふね幼稚園へ移行）[24]
- アルス幼稚園（2016年）[6]
- おおみや幼稚園（2016年）[6]
- 大平みなみ幼稚園（2016年）[6]
- 岩舟幼稚園（2016年）[6]
- ひらかわ幼稚園〈旧〉（2016年認定こども園ひらかわ幼稚園〈新〉へ移行）[25]
- 吹上幼稚園〈旧〉（2016年認定こども園吹上幼稚園〈新〉へ移行）[26]
- 栃木幼稚園〈旧〉（2018年認定こども園栃木幼稚園〈新〉へ移行）[27]
- 若葉幼稚園〈旧〉（2018年認定こども園若葉幼稚園〈新〉へ移行）[27]
- 西方町立西方幼稚園（2007年金崎保育所・第二保育所と統合し認定西方なかよしこども園へ）

## 佐野市
- あかみ幼稚園〈旧〉（2007年幼稚園型認定こども園あかみ幼稚園となり、2015年幼保連携型認定こども園あかみ幼稚園〈新〉へ移行）[28]
- 洗心幼稚園（2015年）[4]
- 育成館幼稚園〈旧〉（2015年幼保連携型認定こども園育成館幼稚園〈新〉へ移行）[29]
- 犬伏幼稚園〈旧〉（2017年認定こども園犬伏幼稚園〈新〉へ移行）[30]
- 明星幼稚園〈旧〉（2018年認定こども園明星幼稚園〈新〉へ移行）[31]
- 愛育幼稚園〈旧〉（2021年認定こども園愛育幼稚園〈新〉へ移行）[32]

## 鹿沼市
- 仁神堂幼稚園〈旧〉（2015年幼稚園型認定こども園仁神堂幼稚園〈新〉へ移行）[33]
- 鹿沼みどり幼稚園〈旧〉（2019年幼保連携型認定こども園鹿沼みどり幼稚園〈新〉へ移行）[10]
- 清滝寺幼稚園（2021年認定おおぞらこども園へ移行）[34]

## 日光市
- 日光市立足尾幼稚園（2008年日光市立足尾保育園と統合し日光市立足尾認定こども園へ）
- 二荒山神社附属ふたら幼稚園（2015年）[4]
- 清滝幼稚園（2017年）[8]
- 長畑幼稚園〈旧〉（2018年認定こども園長畑幼稚園〈新〉へ移行）[35]
- 聖ヨゼフ幼稚園〈旧〉（2019年幼保連携型認定こども園聖ヨゼフ幼稚園〈新〉へ移行）[10]
- 聖アントニオ幼稚園（2020年）[36]

## 小山市
- あおぞら幼稚園[23]（休園開始時期不詳）
- 小山西幼稚園（2015年）[4]
- 興徳幼稚園（2016年）[6]
- 間々田幼稚園（2016年）[6]
- 小山幼稚園（2016年）[6]
- 安房神社幼稚園（2016年）[6]
- のぶしま幼稚園（2016年）[6]
- 大谷幼稚園（2016年）[6]
- 生井ゆりかご幼稚園（2016年）[6]
- つぼみ幼稚園（2016年）[6]
- 梅ヶ原幼稚園（2017年）[8]
- みのり幼稚園（2017年）[8]
- 栗の実幼稚園（2019年認定こども園栗の実へ移行）[37]
- 静林幼稚園〈旧〉（2020年幼保連携型認定こども園静林幼稚園〈新〉へ移行）[11]
- 清芳幼稚園（2020年幼保連携型認定こども園せいほう幼稚園へ移行）[11]
- 羽川幼稚園〈旧〉（2021年幼保連携型認定こども園羽川幼稚園〈新〉へ移行）[12]
- 楠エンゼル幼稚園〈旧〉（2022年認定こども園楠エンゼル幼稚園〈新〉へ移行）[38]
- ひまわり幼稚園〈旧〉（2022年[14]幼保連携型認定こども園ひまわり幼稚園〈新〉へ移行）

## 真岡市
- 菅野第二幼稚園[23]（休園開始時期不詳）
- せんだん幼稚園（2015年）[4]
- にのみや幼稚園（2015年）[4]
- 牧が丘幼稚園（2015年）[4]
- 高ノ台幼稚園（2016年）[6]
- 真岡ひかり幼稚園（2016年）[6]
- 萌丘幼稚園（2016年）[6]
- にしだ幼稚園〈旧〉（2019年幼保連携型認定こども園にしだ幼稚園〈新〉へ移行）[10]

## 大田原市
- かせい幼稚園（2010年）[39]
- 黒羽幼稚園（2015年）[4]
- 湯津上村立岩舟台幼稚園（2015年学校法人恵生院学園認定こども園岩舟幼稚園へ移行）[40]
- ふたば幼稚園〈旧〉（2021年[41]幼保連携型認定こども園ふたば幼稚園〈新〉へ移行）

## 矢板市
- すみれ幼稚園〈旧〉（2007年認定こども園すみれ幼稚園となり、2019年幼保連携型認定こども園すみれ幼稚園〈新〉へ移行）[42]
- あおい幼稚園（2010年）[39]
- 片岡さゆり幼稚園（2016年）[6]
- 矢板幼稚園（2019年やいたこども園へ移行）[43]

## 那須烏山市
- 那須烏山市立烏山幼稚園（2011年那須烏山市立つくし幼稚園へ統合）
- 烏山みどり幼稚園〈旧〉（2015年みどちゃん保育園と統合し認定こども園烏山みどり幼稚園〈新〉へ）[44]
- 烏山聖マリア幼稚園〈旧〉（2017年幼保連携型認定こども園烏山聖マリア幼稚園〈新〉へ移行）[45]

## さくら市
- 第二氏家幼稚園（2005年氏家幼稚園へ統合）[46]
- 氏家幼稚園〈旧〉（2020年認定こども園氏家幼稚園〈新〉へ移行）[46]

## 那須塩原市
- 那須塩原市立塩原幼稚園
- あけぼの幼稚園（2015年）[4]
- 黒磯いずみ幼稚園（2015年）[4]
- 虹ヶ丘幼稚園（2015年虹ヶ丘認定こども園へ移行）[47]
- マロニエ幼稚園〈旧〉（2015年認定こども園マロニエ幼稚園〈新〉へ移行）[48]
- すぎのこ幼稚園（2015年すぎのこ幼稚園認定こども園へ移行）[49]
- 黒磯幼稚園（2016年）[6]
- 西那須野幼稚園〈旧〉（2019年認定こども園西那須野幼稚園〈新〉へ移行）[50]

## 下野市
- むつみ愛泉幼稚園（1999年第三愛泉幼稚園から改称、2015年幼保連携型認定こども園むつみこども園へ移行）[51]
- 愛泉幼稚園（2016年）[6]
- 第二薬師寺幼稚園〈旧〉（2017年認定こども園第二薬師寺幼稚園〈新〉へ移行）[52]
- 薬師寺幼稚園〈旧〉（2019年認定こども園薬師寺幼稚園〈新〉へ移行）[52]
- 野ばら幼稚園〈旧〉（2019年幼保連携型認定こども園野ばら幼稚園〈新〉へ移行）[10]

## 芳賀郡

### 益子町
- たから幼稚園（2015年）[4]
- 七井幼稚園（2015年）[4]

### 芳賀町
- のぶ幼稚園〈旧〉（2017年幼保連携型認定こども園のぶ幼稚園〈新〉へ移行）[53]

## 下都賀郡

### 壬生町
- 月かげ幼稚園（2014年）[18]
- 国谷幼稚園（2017年）[8]
- やすづか幼稚園（2017年）[8]

### 野木町
- 野木幼稚園〈旧〉（2015年認定こども園野木幼稚園〈新〉へ移行）[54]

## 塩谷郡

### 高根沢町
- 親和幼稚園（2021年休園）[55]

## 那須郡

### 那須町
- 那須幼稚園〈旧〉（2007年認定こども園那須幼稚園〈新〉へ移行）[56]

### 那珂川町
- 那珂川町立小川幼稚園（2017年）[57]